# Georges Pontier
Georges Paul Pontier (Lavaur, 1º maggio 1943) è un arcivescovo cattolico francese, dall'8 agosto 2019 arcivescovo emerito di Marsiglia.

## Biografia
Figlio del veterinario Pierre Pontier e di Marie Massouyé, cresce in una nota e stimata famiglia di Lavaur.

### Formazione e ministero sacerdotale
Dopo gli studi secondari nel seminario minore diocesano di Saint-Sulpice, compie gli studi filosofici nel seminario maggiore di Albi e quelli teologici (1964-1966) alla Pontificia Università Gregoriana, come alunno del seminario francese a Roma, ottenendo la licenza in sacra teologia.
Ordinato sacerdote per l'arcidiocesi di Albi il 3 luglio 1966 nella chiesa di Saint-Alain di Lavaur, consegue in seguito la laurea magistrale in lettere moderne all'Institut catholique di Tolosa e frequenta corsi di pedagogia presso l'Institut de formation des educateurs du clergé a Parigi. Nel frattempo inizia a svolgere il proprio ministero sacerdotale nell'arcidiocesi, in particolare nell'ambito del seminario minore diocesano di Saint-Sulpice, prima come professore e animatore spirituale e poi come rettore. Dal 1982 lavora nella parrocchia della cattedrale di Santa Cecilia di Albi, di cui è parroco-arciprete dal 1985 al 1988, divenendo vicario episcopale e responsabile diocesano delle vocazioni nel 1987.

### Ministero episcopale
Designato vescovo di Digne da papa Giovanni Paolo II il 2 febbraio 1988, è consacrato il 20 marzo dall'arcivescovo Robert-Joseph Coffy. Mantiene il governo pastorale di tale diocesi fino al 5 agosto 1996, quando è trasferito dal medesimo pontefice alla guida della diocesi di La Rochelle.
Dieci anni dopo, il 12 maggio 2006, papa Benedetto XVI lo nomina arcivescovo metropolita di Marsiglia: succede al cardinale Bernard Panafieu, dimessosi per raggiunti limiti d'età. L'11 giugno prende possesso dell'arcidiocesi e il 29 giugno, nella basilica di San Pietro, riceve il pallio dallo stesso papa.
Come vicepresidente della Conferenza episcopale francese (dal 2001 al 2007), prende posizione su alcuni temi "caldi" come l'invito ai cristiani francesi (autunno 2006) a partecipare alle varie elezioni presidenziali, legislative e municipali perché «tutti siamo responsabili del vivere insieme», con particolare riferimento all'ecologia e alla condivisione delle ricchezze, e sottolineando il «sentimento di malessere che esiste nei riguardi del mondo politico». Inoltre, direttamente coinvolto nei rapporti con l'Islam per la rilevanza della comunità musulmana di Marsiglia, nel corso della 44ª assemblea plenaria dei vescovi francesi (Lourdes, 27-29 marzo 2007) sostiene che è ormai tempo di affrontare la questione del dialogo con i musulmani «de manière moins naïve».
Dall'8 novembre 2008 è presidente del Comité études et projet.
Dal 1º luglio 2013 al 30 giugno 2019 è presidente della Conferenza episcopale di Francia.
L'8 agosto 2019 papa Francesco accoglie la sua rinuncia, presentata per raggiunti limiti d'età, al governo pastorale dell'arcidiocesi di Marsiglia.
Dall'11 gennaio all'11 luglio 2021 è amministratore apostolico di Avignone. Il 2 dicembre dello stesso anno è nominato amministratore apostolico di Parigi, e in seguito anche dell'ordinariato di Francia per i fedeli di rito orientale, dopo le dimissioni dell'arcivescovo Michel Aupetit.

## Genealogia episcopale e successione apostolica
La genealogia episcopale è:
- Cardinale Scipione Rebiba
- Cardinale Giulio Antonio Santori
- Cardinale Girolamo Bernerio, O.P.
- Arcivescovo Galeazzo Sanvitale
- Cardinale Ludovico Ludovisi
- Cardinale Luigi Caetani
- Cardinale Ulderico Carpegna
- Cardinale Paluzzo Paluzzi Altieri degli Albertoni
- Papa Benedetto XIII
- Papa Benedetto XIV
- Papa Clemente XIII
- Cardinale Marcantonio Colonna
- Cardinale Giacinto Sigismondo Gerdil, B.
- Cardinale Giulio Maria della Somaglia
- Cardinale Carlo Odescalchi, S.I.
- Vescovo Eugène de Mazenod, O.M.I.
- Cardinale Joseph Hippolyte Guibert, O.M.I.
- Cardinale François-Marie-Benjamin Richard de la Vergne
- Vescovo Marie-Prosper-Adolphe de Bonfils
- Cardinale Louis-Ernest Dubois
- Arcivescovo Jean-Arthur Chollet
- Arcivescovo Héctor Raphaël Quilliet
- Vescovo Charles-Albert-Joseph Lecomte
- Cardinale Achille Liénart
- Vescovo Jean-Baptiste Étienne Sauvage
- Cardinale Robert-Joseph Coffy
- Arcivescovo Georges Paul Pontier

La successione apostolica è:
- Arcivescovo Olivier de Germay (2012)
- Cardinale Jean-Marc Aveline (2014)
- Vescovo Jean-Philippe Nault (2015)
- Vescovo Xavier Malle (2017)